# Ели Хајвуд
Ели Хајвуд (енгл. Ellie Highwood) је професорка климатске физике на Универзитету у Редингу, а шеф тог одсека је била од 2012. до 2015. године.
Била је члан Савета и Одбора за образовање Краљевског метеоролошког друштва (енгл. RMetS) све до 1. октобра 2016. када је постала 81. председница овог удружења.

## Биографија
Хајвуд је рођена 1972. године у Француској. Студије физике је завршила на Универзитету у Манчестеру, а докторске студије је завршила на Универзитету у Редингу. Област њеног истраживања и интересовања се заснива на атмосферским честицама, њиховим утицајем на климатске промене и симулацији климатских модела. Посебну пажњу је посветила утицају аеросола на климатске промене.
Године 2015. постала је Декан за Различитост и Инклузију на Универзитету у Редингтону. Ово позицију дели са професором Сајмоном Чендлером-Вајлдом.
О њеном раду се дискутовало у значајним публикацијама, као што су британски дневни лист The Independent и Би-Би-Си (енгл. BBC).
Хајвуд је тврдила да вештачко хлађење планете „убризгавањем ситних рефлективних честица у атмосферу (по предлогу Паула Круцена) може изазвати сушу и климатски хаос“ у сиромашним земљама. Такође је наводила да би било „разборито истражити алтернативе које би нам могле помоћи у наредним деценијама“.